# A29 (Groot-Brittannië)
De A28 is een 55,2 km lange hoofdverkeersweg in Engeland.
De weg verbindt Beare Green via Billingshurst en Aldingbourne met Bognor Regis.

## Hoofdbestemmingen
- Billingshurst
- Aldingbourne
- Bognor Regis